# Jamal Rashid
Jamal Rashid Abdulrahman Yusuf (arab. جمال رشيد عبد الرحمن يوسف; ur. 7 listopada 1988 w Al-Muharrak) – bahrajński piłkarz grający na pozycji napastnika. Od 2014 jest zawodnikiem klubu Al-Muharraq.

## Kariera piłkarska
Swoją karierę piłkarską rozpoczął w klubie Al-Ahli Manama, w którym w 2005 roku zadebiutował w pierwszej lidze bahrajńskiej. W sezonie 2009/2010 wywalczył z nim tytuł mistrza Bahrajnu.
W 2012 roku został piłkarzem omańskiego klubu Dhofar Salala. W sezonie 2011/2012 zdobył z nim Puchar Omanu. W latach 2012-2014 grał w Al-Nahda. W sezonie 2013/2014 został z nim mistrzem Omanu.
W 2014 roku wrócił do Bahrajnu i został zawodnikiem klubu Al-Muharraq. W sezonach 2014/2015 i 2017/2018 wywalczył z nim mistrzostwo Bahrajnu. Natomiast w sezonie 2015/2016 został wicemistrzem kraju oraz zdobył krajowy puchar.

## Kariera reprezentacyjna
W reprezentacji Bahrajnu zadebiutował 4 października 2017 w wygranym 3:1 towarzyskim meczu z Singapurem. W 2019 roku został powołany do kadry na Puchar Azji.